# 西横浜駅
西横浜駅（にしよこはまえき）は、神奈川県横浜市西区西平沼町にある、相模鉄道相鉄本線の駅である。駅番号はSO03。

## 概要
1929年（昭和4年）2月14日に、北程ケ谷駅（現：星川駅）から当駅まで開通した。開通当時から国鉄程ヶ谷駅（1931年に保土ケ谷駅に改称）と結ぶ連絡線があり、この線路を経由して貨物列車の運行が行われていた。1948年（昭和23年）9月13日に正式にこの連絡線は免許を得て開通した。この時点での営業キロは0.8 kmとされていた。貨物線は主に砂利輸送に使用されていたが、相模川の砂利資源枯渇に伴い1964年（昭和39年）に打ち切られた。また他に相模大塚駅（在日米軍厚木基地の航空燃料）や厚木駅（小野田セメント生コン工場の原料セメント）等への貨物輸送が行われていた。国鉄の貨物列車の運行経路が東海道貨物線の鶴見駅 - 横浜羽沢駅 - 戸塚駅（通称：羽沢線）経由に変更され、国鉄保土ケ谷駅での貨物取り扱いが廃止されたため、1979年（昭和54年）10月1日付でこの貨物線は廃止となった。廃止時点での営業キロは1.0 kmとなっていた。いつ改キロが行われたかは不明である。貨物線廃止に伴い、残っていた米軍燃料輸送やセメント輸送、甲種輸送による鉄道車両の入搬出は茅ケ崎駅から相模線厚木駅構内の連絡線を渡り、相鉄厚木線厚木駅構内の厚木操車場に至る経路に変更された。
2002年から実施された星川 - 天王町間の連続立体交差事業の一環として、西横浜駅の改良も実施され、2005年（平成17年）6月26日から新駅舎に切り替えられた。以降、星川駅付近の留置線や鉄道業務関連施設が当駅付近へ移転してきている。

## 歴史
- 1929年（昭和4年）2月14日：開業[6]。
- 1948年（昭和23年）7月22日：当駅と保土ヶ谷駅の間の貨物営業が認可される[7]。
- 1964年（昭和39年）12月1日：橋上駅舎完成、2日より営業開始[8][9]。
- 1979年（昭和54年）10月1日：国鉄の新たな貨物線の開業にあわせて、当駅と保土ヶ谷駅の貨物線を廃止[10]。
- 1993年（平成5年）2月14日：当駅付近にて不発弾処理を実施。
- 2005年（平成17年）6月26日：新駅舎使用開始[5][11]。
- 2023年（令和5年）11月12日：ホームドアの使用を開始[12]。

### 駅名の由来
横浜駅の西側にあるということから。

## 駅構造
島式ホーム1面2線を持つ地上駅で、橋上駅舎を有する。
2005年6月26日に新たな駅舎が使用開始された。新駅舎は鉄骨造り2階建て延べ床面積596平方メートルで、外壁や階段上屋の壁にガラススクリーンを採用して、明るく開放的な空間を実現している。駅コンコースとホームを結ぶエスカレーターとエレベーターが各1基設置され、オストメイト対応の多目的トイレも設置された。跨線橋両端には横浜市の負担でエレベーターが1基ずつ設けられている。駅舎は、相鉄本線と構内南側で並行する東日本旅客鉄道（JR東日本）東海道本線を跨ぐ架道橋に直結している。
なお、当駅の北側には電留線が設置されているが、これは星川駅周辺での連続立体交差事業に伴い、同駅にあった電留線を一時的にすべて移設したものであり、2006年5月のダイヤ改正より全面的に使用を開始した。その後星川駅の高架化が完成し、2022年3月のダイヤ改正で同駅の電留線が復活したが、東急電鉄への直通運転準備により相鉄の保有車両数が増加したこともあり、当駅の電留線も継続して配置されている。なお、2024年3月のダイヤ改正時に、東急8両車（目黒線所属）による同駅発着の回送列車が一旦その留置線に入る形で設定されるようになった。

### のりば
| 番線 | 路線     | 方向 | 行先                                             |
| ---- | -------- | ---- | ------------------------------------------------ |
| 1    | 相鉄本線 | 下り | 海老名・湘南台・羽沢横浜国大（西谷乗り換え）方面 |
| 2    | 相鉄本線 | 上り | 横浜方面                                         |

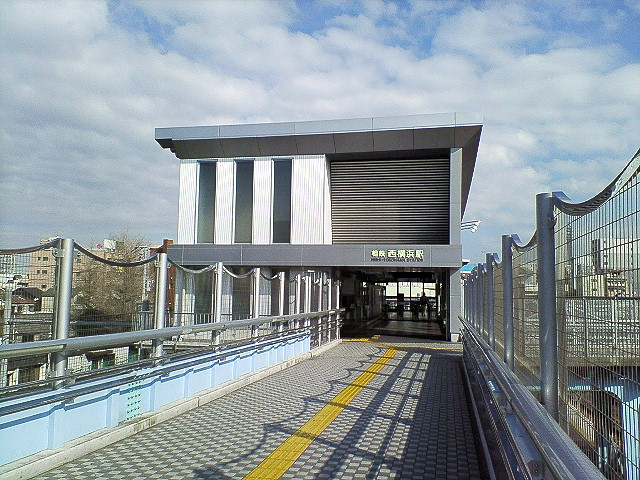
駅入口（2007年1月）
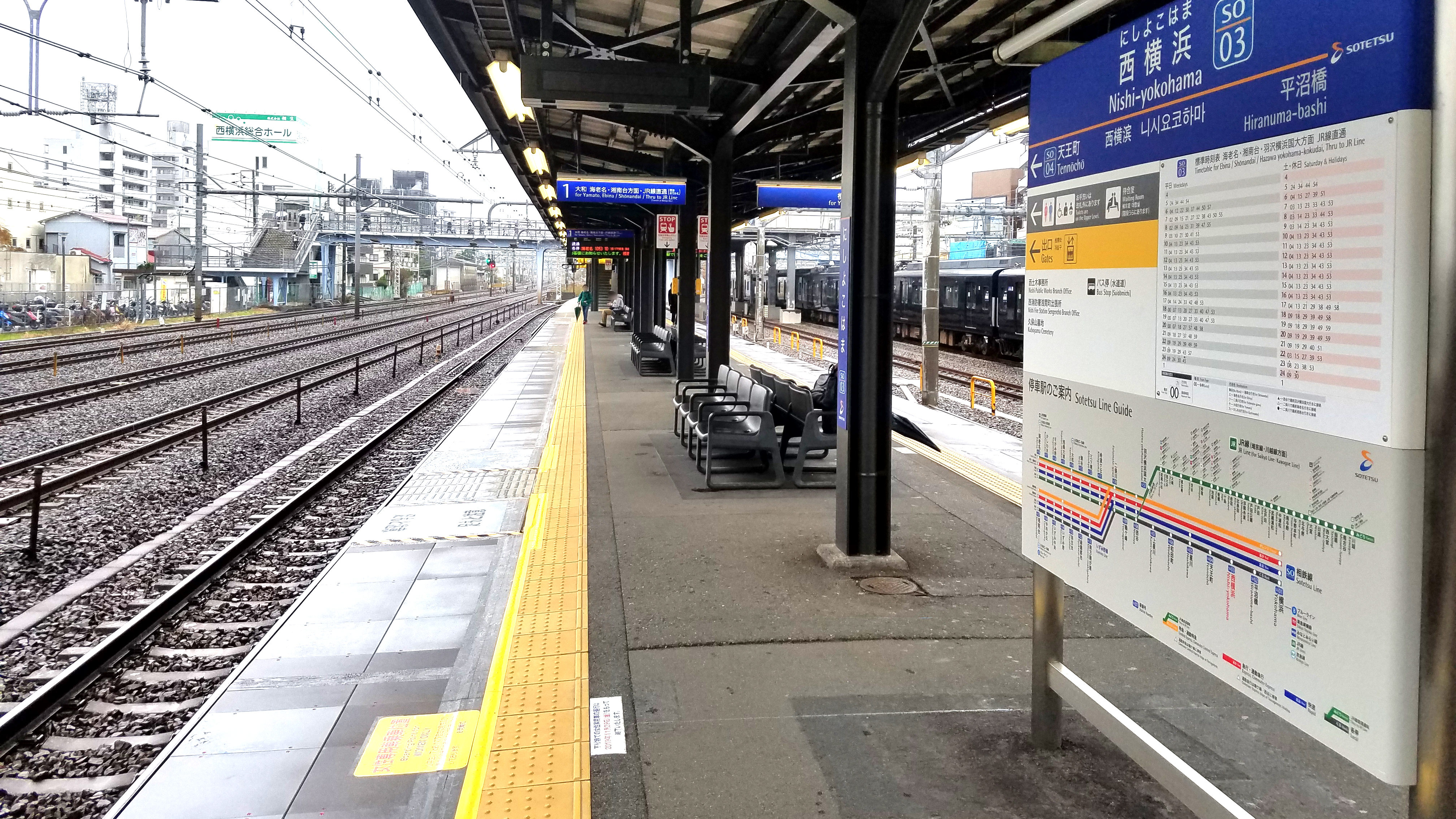
ホーム（2019年12月）
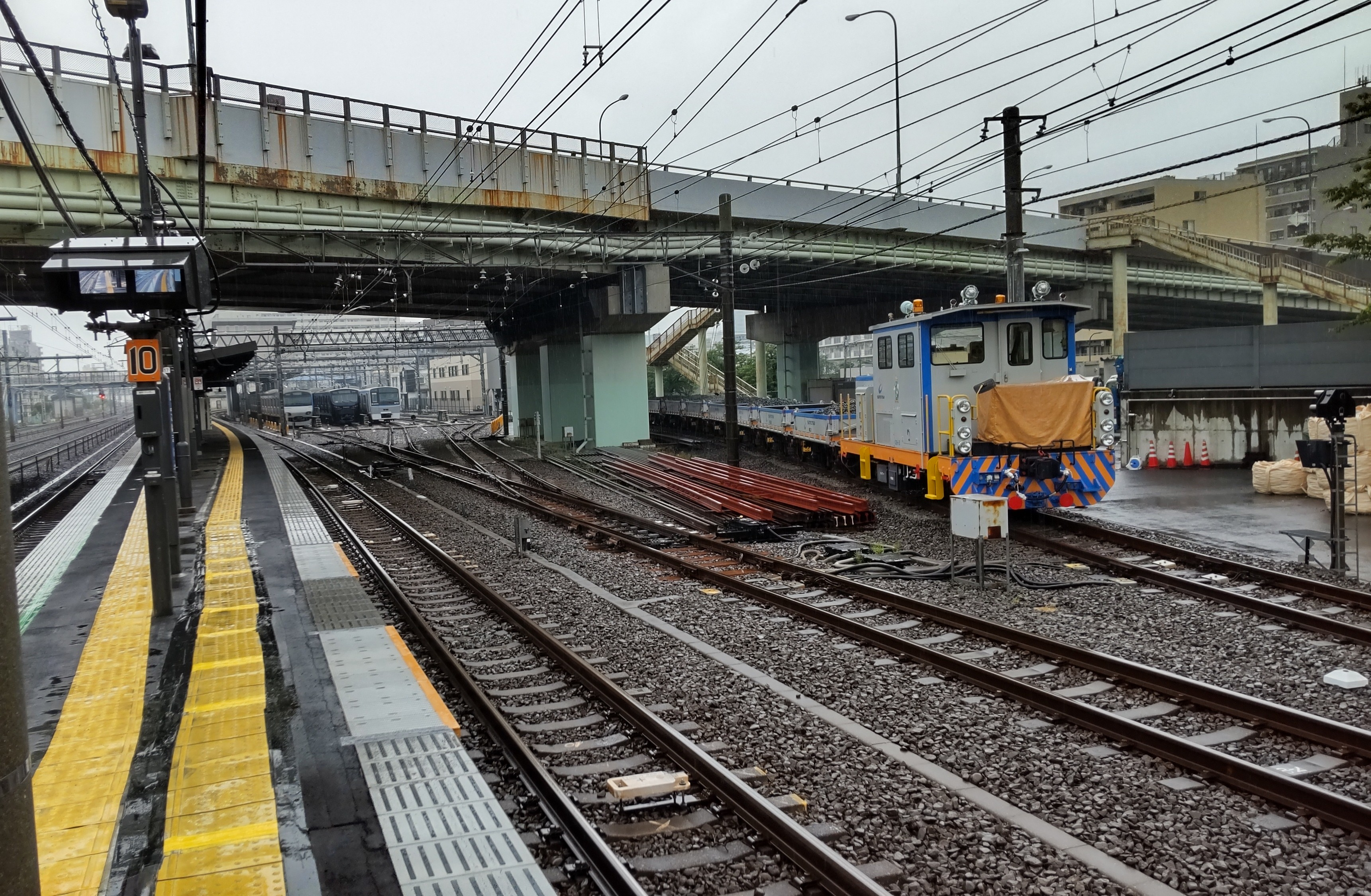
電留線と保線車両（2021年5月）

## 利用状況
2024年度の1日平均乗降人員は14,957人である。相鉄線全27駅中第20位。
近年の1日平均乗降・乗車人員推移は下記の通り。
| 年度               | 1日平均 乗降人員 | 1日平均 乗車人員 | 出典     |
| ------------------ | ---------------- | ---------------- | -------- |
| 1980年（昭和55年） |                  | 7,504            | [ # 1 ]  |
| 1981年（昭和56年） |                  | 7,447            | [ # 1 ]  |
| 1982年（昭和57年） |                  | 7,301            | [ # 1 ]  |
| 1983年（昭和58年） |                  | 7,224            | [ # 1 ]  |
| 1984年（昭和59年） |                  | 7,279            | [ # 1 ]  |
| 1985年（昭和60年） |                  | 7,444            | [ # 1 ]  |
| 1986年（昭和61年） |                  | 7,592            | [ # 1 ]  |
| 1987年（昭和62年） |                  | 7,577            | [ # 1 ]  |
| 1988年（昭和63年） |                  | 7,855            | [ # 1 ]  |
| 1989年（平成元年） |                  | 7,849            | [ # 1 ]  |
| 1990年（平成02年） |                  | 7,715            | [ # 1 ]  |
| 1991年（平成03年） |                  | 7,746            | [ # 1 ]  |
| 1992年（平成04年） |                  | 7,836            | [ # 1 ]  |
| 1993年（平成05年） |                  | 7,545            | [ # 1 ]  |
| 1994年（平成06年） |                  | 7,458            | [ # 1 ]  |
| 1995年（平成07年） |                  | 7,439            | [ # 1 ]  |
| 1996年（平成08年） |                  | 7,079            | [ # 1 ]  |
| 1997年（平成09年） |                  | 6,899            | [ # 1 ]  |
| 1998年（平成10年） |                  | 6,659            | [ # 1 ]  |
| 1999年（平成11年） | 13,464           | 6,294            | [ * 1 ]  |
| 2000年（平成12年） | 13,139           | 6,143            | [ * 1 ]  |
| 2001年（平成13年） | 13,055           | 6,177            | [ * 2 ]  |
| 2002年（平成14年） | 12,769           | 6,053            | [ * 3 ]  |
| 2003年（平成15年） | 12,660           | 6,023            | [ * 4 ]  |
| 2004年（平成16年） | 12,357           | 5,916            | [ * 5 ]  |
| 2005年（平成17年） | 12,347           | 5,923            | [ * 6 ]  |
| 2006年（平成18年） | 12,490           | 6,019            | [ * 7 ]  |
| 2007年（平成19年） | 12,512           | 6,090            | [ * 8 ]  |
| 2008年（平成20年） | 12,545           | 6,126            | [ * 9 ]  |
| 2009年（平成21年） | 12,778           | 6,265            | [ * 10 ] |
| 2010年（平成22年） | 12,976           | 6,359            | [ * 11 ] |
| 2011年（平成23年） | 12,956           | 6,369            | [ * 12 ] |
| 2012年（平成24年） | 13,106           | 6,454            | [ * 13 ] |
| 2013年（平成25年） | 13,576           | 6,691            | [ * 14 ] |
| 2014年（平成26年） | 13,566           | 6,721            | [ * 15 ] |
| 2015年（平成27年） | 13,878           | 6,872            | [ * 16 ] |
| 2016年（平成28年） | 14,089           | 6,983            | [ * 17 ] |
| 2017年（平成29年） | 14,256           | 7,077            | [ * 18 ] |
| 2018年（平成30年） | 14,531           | 7,214            | [ * 19 ] |
| 2019年（令和元年） | 14,832           | 7,398            | [ * 20 ] |
| 2020年（令和02年） | 12,407           | 6,189            | [ * 21 ] |
| 2021年（令和03年） | 12,974           | 6,481            | [ * 22 ] |
| 2022年（令和04年） | 13,843           | 6,947            | [ * 23 ] |
| 2023年（令和05年） | 14,409           |                  |          |
| 2024年（令和06年） | 14,957           |                  |          |

## 駅周辺
駅舎は帷子川右岸（南岸）の低地に位置する。駅の西側（上流側）で帷子川支流の今井川が合流している。地形的に洪水が起こりやすく、1966年の昭和41年台風第4号、1974年の昭和49年台風第8号、1982年の昭和57年台風第18号などを筆頭に駅周辺が浸水する被害がたびたび発生している。横浜市が公表するハザードマップでは2020年代でも河川氾濫時などには駅周辺で最大3メートルの浸水が予想されている。
- 藤棚商店街
- ニコニコ商店街
- サンモール西横浜
- 藤棚一番街
- 西前商店街
- 国道1号
- 横浜市立南浅間保育園
- 洪福寺
- 横浜洪福寺郵便局
- 横浜久保町郵便局
- 西区役所（西区総合庁舎）
- 尾張屋橋
- 環状1号線
- 国道16号
- 水道道

## バス路線
最寄りの停留所は駅南側を走る国道1号及び水道道上にある「水道道」（すいどうみち）で、以下の路線が横浜市交通局（市営）、神奈川中央交通（神奈中）、相鉄バス（相鉄）により運行されている。

### 水道道（国道1号高島町方向）
| 系統      | 主要経由地                     | 行先                         | 運行事業者 | 備考                     |
| --------- | ------------------------------ | ---------------------------- | ---------- | ------------------------ |
| 9         | 高島町                         | 横浜駅前                     | ■市営      |                          |
| 32 53 212 | 峯小学校前                     | 保土ケ谷車庫前               | ■市営      |                          |
| 53        | 浅間町車庫前・楠町             | 横浜駅西口（第２ターミナル） | ■市営      |                          |
| 106       | 桜木町駅前・（本牧市民公園前） | 本牧車庫前                   | ■市営      | 日中は本牧市民公園前経由 |
| 77        | 高島町                         | 横浜駅東口                   | ■神奈中    |                          |
| 横17 横46 | 浅間町車庫前・楠町             | 横浜駅西口                   | ■神奈中    |                          |
| 旭4       | 浅間町車庫前・楠町             | 横浜駅西口                   | ■相鉄      |                          |

### 水道道（国道1号保土ヶ谷橋方向）
| 系統             | 主要経由地                                     | 行先               | 運行事業者 | 備考                                         |
| ---------------- | ---------------------------------------------- | ------------------ | ---------- | -------------------------------------------- |
| 77               | 平戸                                           | 芹が谷             | ■神奈中    |                                              |
| 横17 東21        | 国道平戸                                       | 東戸塚駅東口       | ■神奈中    |                                              |
| 横46             | 国道平戸                                       | 戸塚駅東口         | ■神奈中    | 平日朝１本のみ                               |
| 9                | 保土ヶ谷橋・井土ヶ谷・弘明寺                   | 滝頭               | ■市営      |                                              |
| 32               | 保土ヶ谷橋・久保山・坂東橋・港町               | 日本大通り駅県庁前 | ■市営      | 日中は港町止まり                             |
| 53               | 保土ヶ谷橋・北永田・児童遊園地前               | 平和台折返場       | ■市営      |                                              |
| 106              | 保土ケ谷駅東口                                 | 境木中学校前       | ■市営      | 夜の一部は保土ケ谷駅東口止まり               |
| 212              | 北永田・瀬戸ヶ谷小学校・保土ケ谷駅東口・水道道 | 保土ケ谷車庫前     | ■市営      | 一部は瀬戸ヶ谷小学校経由保土ケ谷駅東口止まり |
| 聖隷横浜病院循環 | 保土ケ谷駅東口                                 | 聖隷横浜病院       | ■市営      | 平日日中のみで最終便は保土ケ谷駅東口止まり   |
| 旭4              | 保土ケ谷駅東口・法泉町                         | 美立橋             | ■相鉄      |                                              |

### 水道道（水道道・藤棚方向）
| 系統 | 主要経由地 | 行先           | 運行事業者 | 備考                 |
| ---- | ---------- | -------------- | ---------- | -------------------- |
| 9    |            | 藤棚           | ■市営      | 平日朝・夜の２本のみ |
| 浜4  | 元久保町   | 保土ケ谷駅東口 | ■相鉄      |                      |

### 水道道（水道道・浜松町方向）
| 系統 | 主要経由地         | 行先       | 運行事業者 | 備考 |
| ---- | ------------------ | ---------- | ---------- | ---- |
| 浜4  | 浅間町車庫前・楠町 | 横浜駅西口 | ■相鉄      |      |

## その他
- 天王町駅 - 当駅間のカーブを過ぎると東海道本線・横須賀線と併走する。前記したが、横須賀線が東海道貨物線であった時期（SM分離以前）はカーブ付近の保土ケ谷寄りで同線と接続する貨物線が合流し、この線を経由して新造車両などの「甲種輸送」が行われていた。貨物線の撤去後は相模線厚木駅経由とされた。
- 駅の西側（正確には保線区に隣接）にはかしわ台車掌区西横浜分室・相鉄労働組合本部がある。

## 隣の駅
相模鉄道
 相鉄本線
■特急・■通勤急行（平日上りのみ運転）・■快速
通過
■各駅停車
平沼橋駅 (SO02) - 西横浜駅 (SO03) - 天王町駅 (SO04)
当駅 - 平沼橋駅間には、1957年まで古河電線駅が存在していた。